# Tetragnatha radiata
Tetragnatha radiata là một loài nhện trong họ Tetragnathidae.
Loài này thuộc chi Tetragnatha. Tetragnatha radiata được miêu tả năm 1975 bởi Chrysanthus.